# Casabella

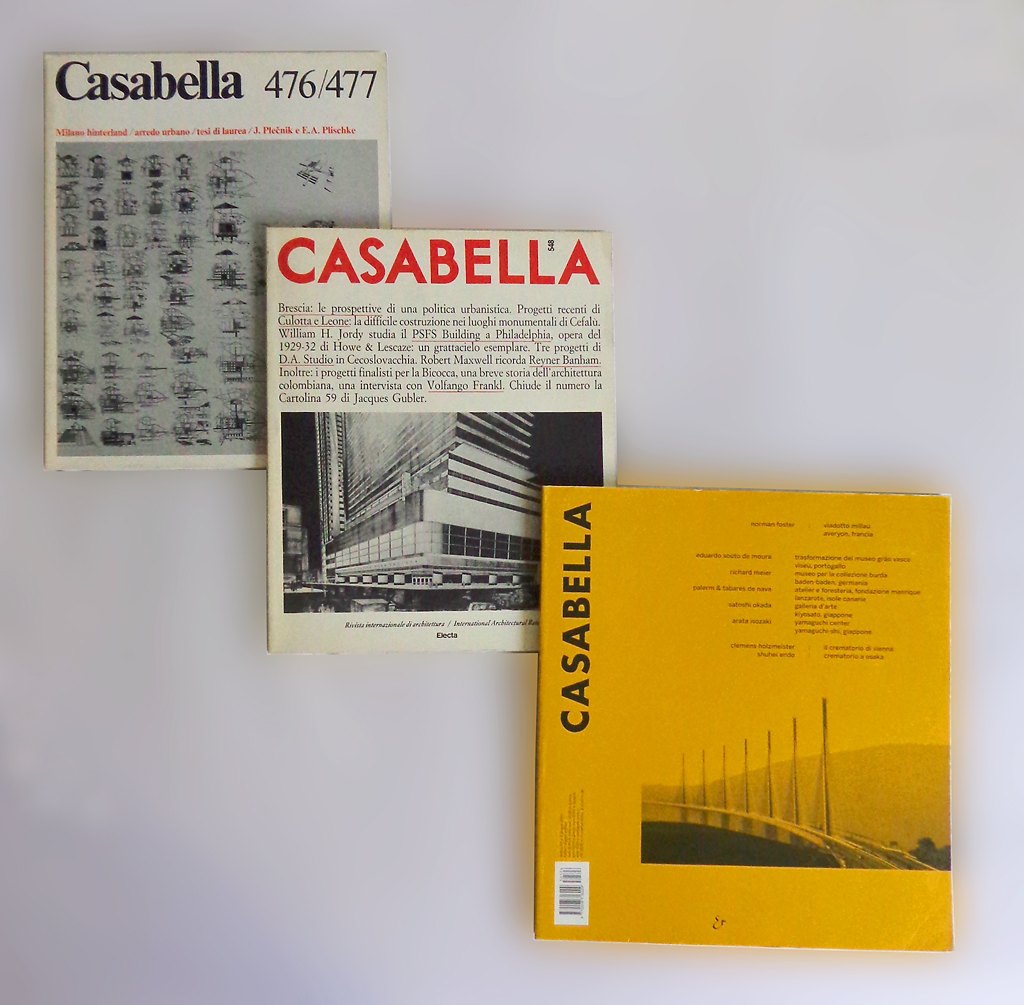
Tre numeri della rivista

Casabella è un periodico di architettura, urbanistica e design pubblicato in Italia dalla Mondadori dal 1928.

## Storia editoriale

### Dalla fondazione alla seconda guerra mondiale
La testata ebbe origine con il nome La casa bella e nacque a Torino; il primo numero della rivista titolava La casa bella, rivista per gli amatori della casa bella, aveva cinquanta pagine e costava appena 8 lire. Nel 1928 la redazione della rivista venne trasferita a Milano e Guido Marangoni ne assunse la direzione. Nel 1933 con la direzione di Giuseppe Pagano, già collaboratore di Edoardo Persico, la rivista cambiò nome in Casabella e fu edita dall'Editoriale Domus.
Dal 1938 cambiò nuovamente il nome e divenne prima Casabella-Costruzioni, per poi diventare, due anni dopo, nel 1940, Costruzioni-Casabella. Con la direzione di Giuseppe Pagano ed Edoardo Persico nel 1935 la rivista affrontò i temi dell'architettura razionalista, criticando l'architettura fascista.
Dal n. 97 del gennaio 1936 la rivista fu diretta dal solo Giuseppe Pagano, che dovette affrontare gli anni più difficili. L'iniziale entusiasmo verso un'architettura d'impronta moderna capace di dialogare con i temi mondiali si spegne osservando la deriva monumentale enfatizzata da Marcello Piacentini e intrapresa dai gerarchi di quel periodo.

L'editoriale “Potremo salvarci dalle false tradizioni e delle ossessioni monumentali” del gennaio 1941 (n. 157) determina una rottura con un richiamo ufficiale di Gherardo Casini direttore generale della stampa. Richiamo che Pagano non volle ascoltare scrivendo un successivo articolo “Occasioni perdute” che costò il sequestro del seguente numero di febbraio.
Nel 1943 Giuseppe Pagano viene più volte imprigionato, il 9 novembre 1944 fu deportato nel campo di concentramento di Mauthausen. Un mese dopo il Ministero della cultura popolare sospese le pubblicazioni per decreto (dicembre 1943). L'ultimo numero uscito fu il 192

### Il dopoguerra
Quasi un anno dopo la fine del conflitto mondiale, nel marzo 1946, le pubblicazioni di Casabella riprendono
grazie all'editore Gianni Mazzocchi, il fondatore di editoriale Domus, la storica casa editrice della rivista Domus. Escono tre numeri di Costruzioni, tra i quali il numero monografico di dicembre numero 195/198 dedicato all'ultimo direttore, deceduto in prigionia, firmato dagli amici Franco Albini e Giancarlo Palanti.

Segue un nuovo periodo d'inattività dal 1947 al 1953.
Casabella ritrova la sua regolare pubblicazione nel gennaio del 1954 diretta da Ernesto Nathan Rogers (già direttore dal 1946 al 1947 di Domus), che ne modifica il nome in Casabella Continuità. Nel 1964 dopo trent'anni la rivista non sarà più edita dal gruppo Editoriale Domus, perché verrà rilevata da Giorgio Fantoni e Mimmo Vitta Zelman della Gorlich e diretta da Alessandro Mendini.
Nell'agosto del 1965 con il neo direttore Gian Antonio Bernasconi la rivista torna a chiamarsi soltanto Casabella (nome ancora in vigore).

### Gli anni settanta: il periodo radicale
Negli anni settanta il periodo è influenzato dai movimenti del cosiddetto "radical design", la rivista è diretta da Alessandro Mendini fino al 1976. Nel 1976 cambia editore Gruppo Editoriale Electa e passa la direzione a Tomás Maldonado dopo un breve passaggio come direttore di Bruno Alfieri nel 1976.

### Dagli anni ottanta

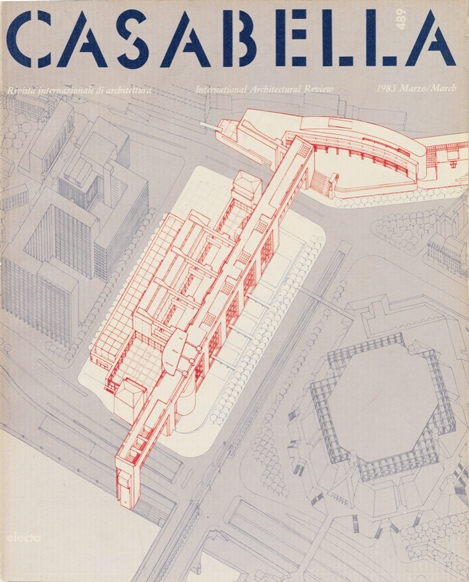
Copertina del n.489 del marzo 1983

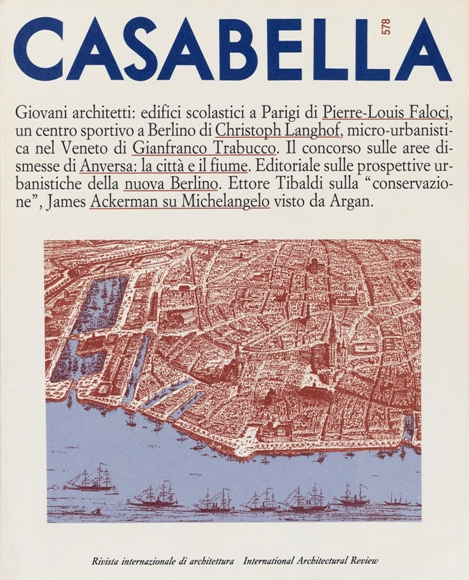
Copertina del n.578 dell' aprile 1991

Nel marzo del 1982 la direzione passa a Vittorio Gregotti e nel 1988 entra nella società Elemond. Dal 1996 il direttore è Francesco Dal Co, nel 2002 cambia l'editore Arnoldo Mondadori Editore che assorbe il Gruppo Editoriale Electa. Dal 2009 la rivista è passata da 10 a 12 numeri l'anno arricchendosi di firme prestigione come Gillo Dorfles, Giulio Carlo Argan, Adriano Olivetti e Bruno Zevi. Nel 2010 viene inaugurato a Milano uno spazio espositivio dedicato alla rivista con il nome Casabella Laboratorio, in cui vengono organizzati eventi e conferenze.
Nel primo numero del 2012 n. 809 cambia l'impaginazione con una maggiore attenzione ai servizi fotografici e inaugura una nuova rubrica merry-go-round riprendendo un editoriale del 1952 di George Howe del primo numero di «Perspecta», una rivista ideata per gli studenti dell'Università di Yale.
All'inizio del 2015 la rivista avvia il progetto Casabella-Formazione, con il quale creare un'offerta culturale ricca di incontri e workshop per i propri lettori. Nel gennaio 2017 cambia grafica e copertina. Oltre a mantenere la storica sezione dedicata alla presentazione e alla discussioni dei libri, ha aggiunto nelle pagine iniziali una sezione dedicata ai professionisti e alle novità del settore, una seconda sezione per i disegno e le tavole di progetto e un'ultima dedicata alla storia.
Casabella ha un laboratorio nel cuore di Milano in cui ospita esposizioni, convegni ed eventi legati al mondo della casa. Lavora insieme a ProViaggiArchitettura al progetto "Casabella formazione" con cui si promuovono conferenze, viaggi, visite ai cantieri e ai siti produttivi, mostre, lezioni e incontri sui temi della casa.
In occasione della Milano Design Week 2018, la rivista è uscita con un numero speciale di 180 pagine con un'intera sezione dedicata a Milano, focalizzata su City Life e Fondazione Prada. Nel numero di aprile 2018 vi sono le prime immagini del Padiglione Nazionale della Santa Sede all'interno della mostra internazionale della Biennale di Venezia. Questo progetto prende esempio dalla "Cappella nel bosco" costruita nel 1920 nel cimitero di Stoccolma e si articola in undici cappelle collocate sull'isola di San Giorgio, ognuna con uno stile differente a seconda dell'ideatore.

## Direttori[14]
- dal n. 1, gennaio 1928: Guido Marangoni (critico d'arte ed ex sindacalista rivoluzionario)
- dal n. 25, gennaio 1930: Arrigo Bonfigli
- dal n. 61, gennaio 1933: Giuseppe Pagano
- dal n. 85, gennaio 1935: Giuseppe Pagano ed Edoardo Persico
- dal n. 97, gennaio 1936: Giuseppe Pagano. Il numero 158 del febbraio del 1941 fu sequestrato e ritirato dal commercio a causa di un articolo del direttore[15]
- Nel dicembre del 1943 (n. 192) dopo l'arresto di Giuseppe Pagano un decreto del Ministero della cultura popolare chiuse la rivista.
- dal n. 193, marzo 1946: Franco Albini e Giancarlo Palanti
- Sospensione delle pubblicazioni (dal 1947 al dicembre 1953)
- dal n. 199, dicembre 1953: Ernesto Nathan Rogers
- dal n. 296, agosto 1965: Gian Antonio Bernasconi
- dal n. 349, giugno 1970: Alessandro Mendini
- dal n. 413, maggio 1976: Bruno Alfieri
- dal n. 421, gennaio 1977: Tomás Maldonado
- dal n. 478, marzo 1982: Vittorio Gregotti
- dal n. 632, marzo 1996: Francesco Dal Co

## Collaboratori
La rivista Casabella nel corso della sua storia ha avuto come collaboratori editoriali molti architetti, designer e critici: Joseph Abram, James Ackerman, Nicholas Adams, Giulio Carlo Argan, Gae Aulenti, Reyner Banham, Pietro Maria Bardi, Eugenio Battisti, Leonardo Benevolo, Carlo Bertelli, Oriol Bohigas, Massimo Bontempelli,Federico Bucci, Tilmann Buddensieg, AG Fronzoni, Massimo Cacciari, Guido Canella, Germano Celant, Giorgio Ciucci, Jean-Louis Cohen, Alan Colquhoun, Claudia Conforti, Hubert Damish, Giancarlo De Carlo, Renato De Fusco, Irenio Diotallevi, Gillo Dorfles, Robin Evans, Bruno Fortier, Paolo Fossati, Kurt Forster, Kenneth Frampton, Alfonso Gatto, Siegfried Giedion, Raffaello Giolli, Benedetto Gravagnuolo, Jacques Gubler, K. Micheal Hays, Bernard Huet, Italo Insolera, Giovanni Klaus Koenig, Mario Labò, Juan José Lahuerta, Jacques Lucan, Cyril Mango, Tod Marder, Franco Marescotti, Robert Maxwell, Anna Maria Mazzucchelli, Robin Middleton, Antonio Monestiroli, Winfried Nerdinger, Christian Norberg-Schulz, Joan Ockman, Werner Oechslin, Adriano Olivetti, Carlo Olmo, Enzo Paci, Roberto Pane, Ivo Pannaggi, Enrico Paolucci, Wolfgang Pehnt, Edoardo Persico, Agnoldomenico Pica, Attilio Podestà, Franco Purini, Carlo Ludovico Ragghianti, Colin Rowe, Joseph Rykwert, Giuseppe Samonà, Claude Schnaidt, Dario Scodeller, Vincent Scully, Bernardo Secchi, Salvatore Settis, Ignasi de Solà Morales, Micheal Sorkin, Harald Szeemann, Manfredo Tafuri, Francesco Tentori, Christof Thoenes, Giulia Veronesi, Anthony Vidler, David Watkin, Rudolf Wittkower, Bruno Zevi.